# Benz Tropfenwagen
La Benz Tropfenwagen era un'autovettura da competizione prodotta nel 1923 dalla Casa automobilistica tedesca Benz & Cie.

## Storia e caratteristiche

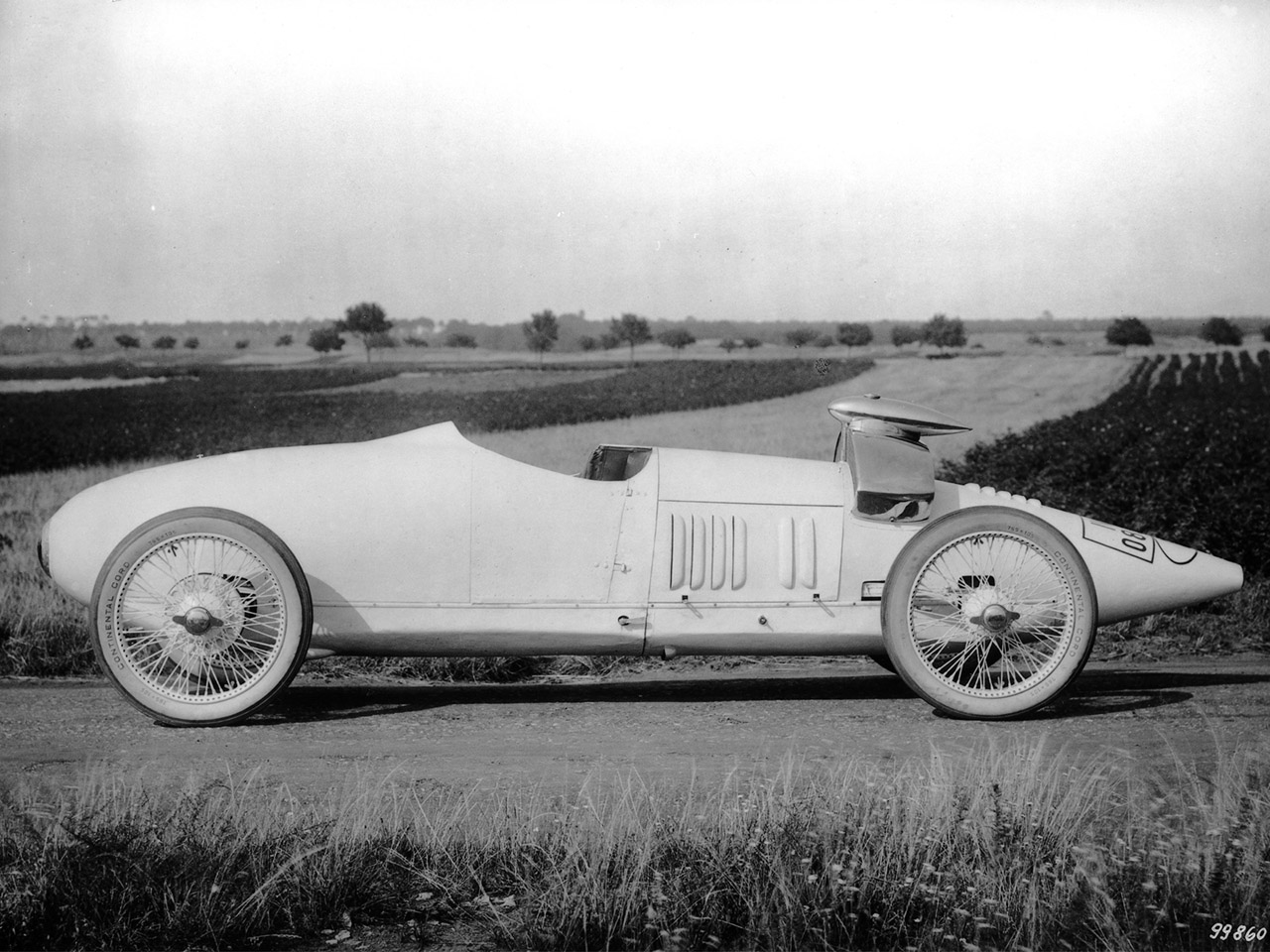
Vista laterale

La storia della Benz Tropfenwagen nasce dall'insuccesso di un'altra Tropfenwagen: nel 1921, infatti, un piccolo costruttore austriaco, Edmund Rumpler, presentò al Salone dell'automobile di Berlino la Rumpler Tropfenwagen, una vettura per uso stradale dotata di carrozzeria a forma di goccia, ma non ancora affusolata come sarebbe stato il modello Benz. Tale vettura non ottenne un gran successo ma i vertici Benz ne trassero ispirazione e nel 1923, con la consulenza di Ferdinand Porsche, costruì la prima di una piccola serie di vetture per uso agonistico. Le linee della Benz Tropfenwagen costituivano un'estremizzazione delle linee proposte da Edmund Rumpler due anni prima. Il modello Benz era molto più basso ed affusolato e, visto di profilo sembrava proprio a forma di goccia (in tedesco "Tropfen" significa "goccia"). Nonostante il fiasco di Rumpler avesse imposto rigorosamente di non produrre la Tropfenwagen in serie, furono in molti a desiderare che ciò avvenisse, ma invano. La Tropfenwagen venne utilizzata unicamente a scopo agonistico.

La Tropfenwagen montava un propulsore in posizione centrale posteriore, che era all'epoca un vero gioiello della tecnica: Si trattava di un 6 cilindri in linea da 1997 cm³ (alesaggio e corsa: 65x100 mm), con distribuzione bialbero in testa e quattro valvole per cilindro. Queste ultime erano soluzioni tecniche molto avanzate per l'epoca. Con un rapporto di compressione pari a 5.8:1 e l'alimentazione affidata a due carburatori Zenith, la Tropfenwagen erogava una potenza massima di 80 CV a 4500 giri/min, che in seguito sarebbe stata portata a 90 CV a 5000 giri/min.

Il peso ridotto della vettura (solo 750 kg) consentì il raggiungimento di una velocità massima di 160 km/h.

Nonostante gli indubbi contenuti tecnici, la Tropfenwagen stentò ad affermarsi nelle competizioni ed il suo miglior risultato fu un quarto posto ottenuto sul circuito di Monza al suo esordio, il 9 settembre 1923. Il pilota era l'italiano Nando Minoia.

Complessivamente furono quattro le Benz Tropfenwagen prodotte.